# Haus Laval

Wappen des Hauses Laval

Das Haus Laval besaß die Herrschaft und spätere Grafschaft Laval. Es tritt erstmals um 1020 auf. Die Laval gehörten, neben dem Haus Rohan und dem Haus Clisson, zu den mächtigsten Familien im Herzogtum Bretagne des Mittelalters. Die Familie stammt ursprünglich aus der etwas östlich der Bretagne in der Grafschaft Maine gelegenen Stadt Laval, mit dem Stammsitz Burg Laval. Diese wurde vom Stammvater, Gui I. de Dénéré (oder de Laval), Vasall des Grafen von Maine, Herbert I. Eveille Chien, errichtet.
Das mittelalterliche Geschlecht wird auch als Erstes Haus Laval bezeichnet, denn die Herren von Laval erloschen im Mannesstamm im Jahr 1211 mit Guyonnet, Sire de Laval (siehe unten, Stammtafel). Sein Cousin Guido VII. aus dem Haus Montmorency, Sohn der Emma, Dame de Laval († 1264) und des Mathieu II. de Montmorency, folgte 1264 als Herr von Laval und begründete das Zweite Haus Laval (Montmorency-Laval). Dieses erlosch wiederum im Mannesstamm mit Guy XII., Sire de Laval († 1465). Ihm folgte seine Tochter Anne, Dame de Laval († 1466), verheiratet mit Jean de Montfort († 1414), der den Namen Guy XIII. de Laval annahm; ihr Sohn Guy XIV. de Laval begründete das Haus Montfort-Laval, das Dritte Haus Laval.

## Stammliste des (ersten) Hauses Laval

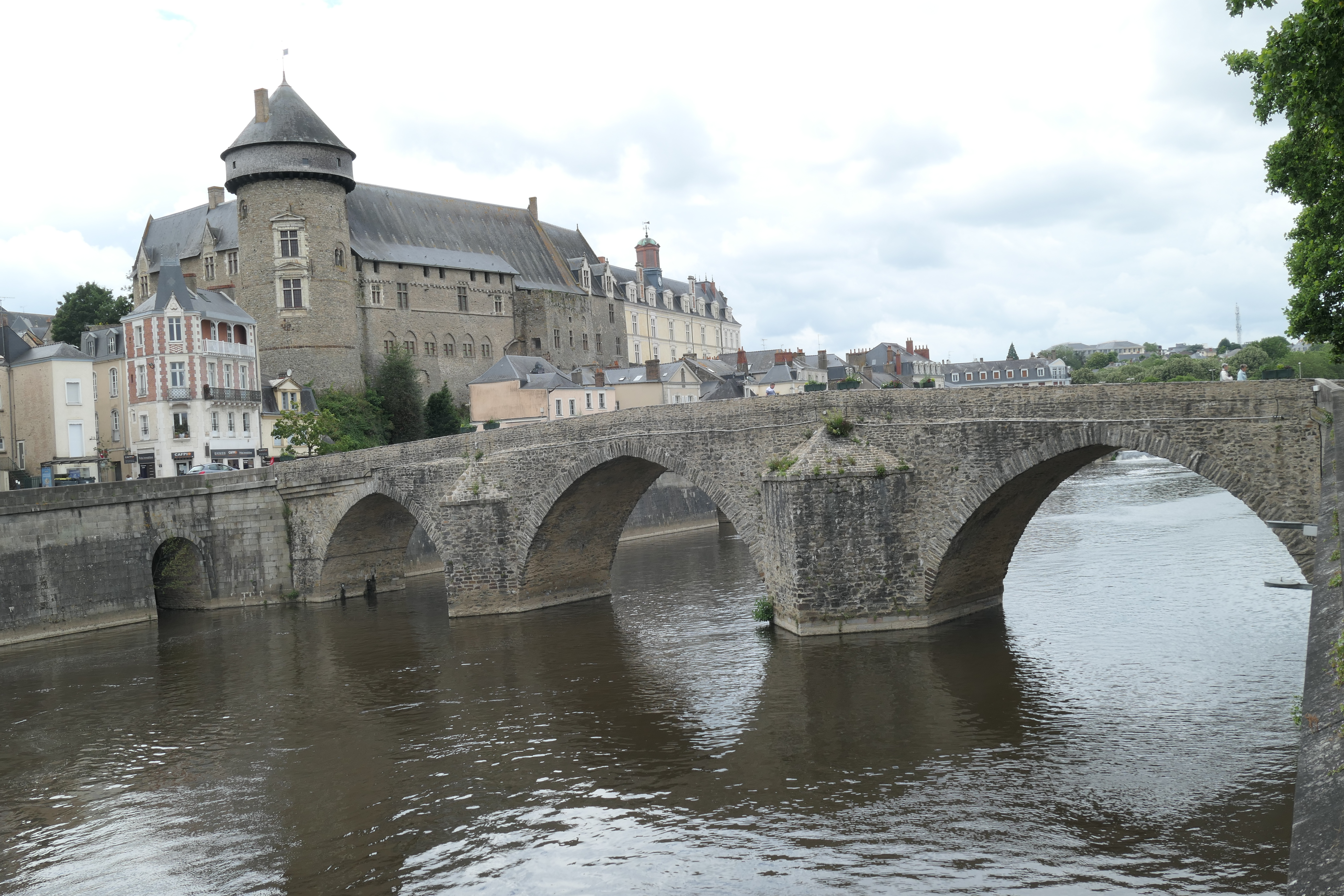
Burg Laval über dem Fluss Mayenne

1. Guy I. de Deneré (de Danarcio), um 1020/um 1044 bezeugt, pilgert 1039 nach Jerusalem, um 1050. de Laval, 1051 Sire de Laval, bestattet im Kloster Marmoutier; ⚭ (1) Berthe de Tosny, Tochter von Roger I. de Tosny (Haus Tosny); ⚭ (2) Rotrude, um 1050 bezeugt, Tochter von Hamelin de Château-du-Loir
  1. (1) mehrere Söhne, 1039 bezeugt
  2. (1) Jean um 1040/um 1070 bezeugt, um 1050 geistlich in Marmoutier
  3. (1) Hamon de Laval, 1039 bezeugt, vor 1072 Sire de Laval, † 1079/90, bestattet in Marmoutier; ⚭ Hersende, 1039/um 1095 bezeugt, † vor März 1095
    1. Guy II. de Laval, dit le Chauve, 1039/1096 bzw. 1093–1110 bezeugt, bestattet in Marmoutier; ⚭ (1) NN, † vor 1090; ⚭ (2)Cécile (Sicilia) 1093–1110 bezeugt
      1. (1) Guy III. de Laval, 1095–1105 bzw. 1093–1110 bzw. 1103–1114 bezeugt, † wohl 1110, bestattet in Marmoutier; ⚭ (1) Denise, 1085 bezeugt, † 1090, bestattet in Marmoutier, Tochter von Robert Graf von Mortain (Haus Conteville); ⚭ (2) Cécilie, um 1093 bzw. 1093–1110 bzw. 1104–1111 bezeugt
        1. (2) Guy IV. de Laval, Vicomte de Rennes, um 1110 bezeugt, 1123 minderjährig, † 1130/42, bestattet in Marmoutier; ⚭  Emma, wohl außereheliche Tochter von König Heinrich I. von England und Mathilde de Meulan (Haus Plantagenet)
          1. Guy V. de Laval, 1142 bezeugt, 1151 Sire de Laval, † 18. Dezember 1180–1185, bestattet in der Abtei Clermont; ⚭ (1) Agathe, um 1152 bzw. 1155–um 1164 bezeugt; ⚭ (2) Emma, 1180/1208 bezeugt, bestattet in der Abtei Clermont, Tochter von Reginald de Dunstanville, 1. Earl of Cornwall, außerehelicher Sohn von König Heinrich I. von England (Haus Plantagenet)
            1. Guy VI. de Laval, um 1152 bzw. 1180/1208 bezeugt, † wohl 1210; ⚭ kurz vor 1189 Avoise de Craon, Dame de Craon et de Châtelais, gründet 1224 das Priorat Sainte-Catherine in Laval, 1185/1231 bezeugt, † vor 1251, Tochter von Maurice II., Sire de Craon (Haus Craon), sie heiratete in zweiter Ehe vor 1215 Yves le Franc, 1205 Seigneur de Saulges, 1205/18 bezeugt, † vor 1260
              1. Ozanne, † wohl 1205, bestattet im Priorat Olivet
              2. Guyonnet, um 1205 Sire de Laval, † 8. September 1211 – ultimus familiae

            2. Emma de Laval, Dame de Laval, * 1197/98, † 27. April 1264, bestattet in der Abtei Clermont; ⚭ (1) vor 1215 Robert III., 1191 Comte d’Alençon (Haus Montgommery), † 8. September 1217 in Mortainville, bestattet im Kloster Perseigne; ⚭ (2) vor Juli 1218 Mathieu II. de Montmorency (Haus Montmorency), dit le Grand, Sire de Montmorency, 1218 Connétable von Frankreich, † 24. November 1230; ⚭ (3) 1231 Jean, Sire de Toucy, † 1250 in Ägypten
              1. (I.) Robert von Alençon (* 1217 posthumus; † vor 1220)
              2. (II.) Guido VII. de Montmorency, 1254 Herr von Vitré und Vauguyon, 1264 Herr von Laval – Haus Montmorency-Laval

            3. Isabelle, 1220/50 bezeugt; ⚭ vor August 1220 Bouchard V. de Montmorency, Sire de Montmorency, 1237 bezeugt, † 1. Januar 1243 (Haus Montmorency)
            4. Cécile (Sibylle), um 1150/52 bezeugt; ⚭ Aimery VII. Vicomte de Thouars, um 1150 bezeugt, † 1226, bestattet in der Abtei Chambon (Haus Thouars)
            5.  ? Jean de Laval, um 1185 consanguineus von Bouchard Comte de Vendôme

          2. Hamon, 1142 bzw. 1150/80 bezeugt, † vor 1194, bestattet in der Abtei Clermont
          3.  ? Emma, 1163/90 Äbtissin der Abtei Le Ronceray in Angers

        2. Gervais, um 1110/42 bezeugt, Johanniter
        3. Agnès, † kurz nach 1130; ⚭ um 1124 Hugues I., 1116 Sire. de Craon, † 1130/39 (Haus Craon)
        4. Havise; ⚭ Robert de Ferrières, 1138 1. Earl of Derby, † 1139

      2. (1) Hugues, 1119–1123 Sire de Laval, 1085–1096 bzw. 1104–1111 bzw. 1105–1124 bezeugt
      3. (1) Tochter (Adénor, Vicomtesse, † 5. Februar.... als Nonne in La Charité; ⚭ 1098 vor 24. Mai Raoul VII., Vicomte de Beaumont-au-Maine, † 11. Juni 1120–1125, bestattet in der Abtei Étival-en-Charnie
      4.  ? Hersendis, um 1110 Nonne in Ronceray
      5.  ? Odeline, um 1125 bezeugt

    2. Hugues, 1039/um 1085 bzw. 1093 bezeugt, † vor 1110

  4. (1) Hildelinde, um 1050/65–1080 bezeugt, als Witwe Nonne in der Abtei Le Ronceray; ⚭ NN, 1065 bezeugt, † vor 1080
  5. (1) Agnès, um 1050/um 1075 bezeugt, Nonne in Ronceray
  6. (1) Hildeburgis, um 1050/um 1060 bezeugt
  7.  ? (2) Guy, genannt der Jüngere, um 1040/67 bezeugt
  8.  ? (2) Gervais, um 1040/62 bezeugt

### Weblink
- Charles Cawley, Medieval Lands, Seigneurs de Laval (online)